# Улахан-Эбе (озеро, Верхнеколымский улус)
Улахан-Эбе (также Кумула) — пресноводное озеро на северо-востоке Якутии, в Верхнеколымском улусе. Расположено в  Ожогинском доле, в левобережной пойме реки Ожогина, в 3,5 км к юго-западу от озера Арга-Наму-Кюёль. Имеет ромбовидную форму.
Находится на высоте 46 м над уровнем моря. Площадь озера составляет 37,8 км². Длина озера около 7,6 км, максимальная ширина — 7 км. Река Кёнкё-Сиене, приток реки Ожогина, впадает на северо-западе и вытекает на юго-востоке.
Берега низкие, слабо изрезанные, преимущественно покрытые типичной тундровой растительностью, за исключением восточного берега для которого характерна лесотундра и кустарниковые заросли. По акватории проложены зимники.
Ближайший населенный пункт, село Усун-Кюёль, расположен примерно в 29 км к юго-востоку.